# Антропогенне забруднення

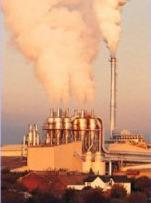
Промислове забруднення

Забруднення антропогенне або штучне — вплив на довкілля, спричинений діяльністю людини, світовим господарством.

## Типи та види забруднення
Головними і найнебезпечнішими джерелами забруднення довкілля є антропогенні, з огляду на те, що саме людина, наслідки її діяльності корінним чином впливають та змінюють довкілля.
Речовини, що забруднюють довкілля, можуть бути твердими (промисловий пил), рідкими (стічні води) і газоподібними (викиди промислових газів) й мати шкідливий вплив безпосередньо, після хімічних перетворень, або спільно з іншими речовинами.
Розглядають також антропогенні викиди за спрямуванням:
- атмосферні
- водні
- електромагнітні
- ґрунтові
- шумові